# Willem Pijnssen

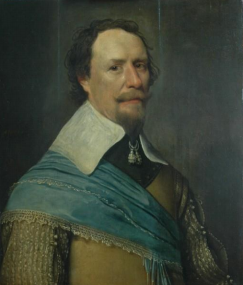
Willem Pijnssen, door Michiel Jansz. van Mierevelt (1630).

Willem Pijnssen van der Aa (1567 - 1641) was een kolonel in het Staatse leger en gouverneur van Rees. Pijnssen was een Brabander die in 1597 benoemd werd tot kapitein der musketiers in het leger van Maurits van Nassau. In die functie nam hij deel aan de Slag bij Turnhout en Nieuwpoort. Tijdens het Beleg van Groenlo had hij 17 vendels onder zijn hoede in een eigen kwartier. Tijdens het beleg van 's-Hertogenbosch kreeg hij als kolonel de leiding over 24 vaandels voetknechten dat gelijkstaat aan 3.000 man. Zijn taak tijdens de belegering was het verdedigen van een groot fort bij Deuteren.